# التحام مجرات الطائر
التحام مجرات الطائر، بالإنكليزية ESO 593-8 ، المعروف ببساطة باسم «الطائر» (أيضًا IRAS 19115-212) هو مجموعة من المجرات المتفاعلة موجودة في كوكبة القوس، على بعد 650 مليون سنة ضوئية من الأرض. يتم التفاعل بين المجرات عنا من خلال اندماج مجرتين حلزونيتين ومجرة قزمة غير منتظمة. حجم المجرة الناتجة مشابه لحجم مجرة درب التبانة: أي يبلغ قطر قرصها حوالي 100.000 سنة ضوئية. تم تصوير المجرات بواسطة تلسكوب هابل الفضائي وتم نشرها في أبريل 2008. استخدم المرصد الأوروبي الجنوبي أيضًا التلسكوب الكبير جدًا لحل التفاصيل الدقيقة للمجرة باستخدام البصريات التكيفية.

## اقرأ أيضا
- مجرة عجلة العربة
- مجرتي الفئران
- مجرتا الهوائيات